# Brooklyn 99
Brooklyn 99 (ve znělce čteno Brooklyn devět devět i Brooklyn devadesát devět, v anglickém originále Brooklyn Nine-Nine) je americký televizní sitcom z policejního prostředí. Vysílán byl od 17. září 2013 do 16. září 2021, původně na stanici Fox a poté na stanici NBC. Celkem vzniklo 153 dílů rozdělených do osmi řad. Seriál vytvořili Dan Goor a Michael Schur a objevili se v něm Andy Samberg, Andre Braugher, Stephanie Beatriz, Terry Crews, Melissa Fumero, Joe Lo Truglio, Chelsea Peretti, Dirk Blocker a Joel McKinnon Miller.
Stanice Fox objednala v květnu 2013 třináctidílný komediální seriál, jehož první řadu později rozšířila na 22 dílů; měla premiéru 17. září 2013. V květnu 2018 byl seriál po pěti odvysílaných řadách stanicí Fox zrušen. Následujícího dne stanice NBC objednala šestou řadu, jež měla premiéru 10. ledna 2019. Sedmá řada měla premiéru v únoru 2020 a závěrečná 10dílná osmá řada 12. srpna 2021.
Seriál byl pozitivně přijat kritiky. První řada získala v roce 2013 Zlatý glóbus pro nejlepší seriál (komedie / muzikál) a téhož večera získal Andy Samberg Zlatý glóbus za nejlepší mužský herecký výkon v seriálu (komedie / muzikál).

## Příběh
Seriál se odehrává na fiktivním 99. newyorském policejním okrsku v Brooklynu a sleduje práci a osobní životy detektivů, jejichž tým vede vážný a intelektuální kapitán Raymond Holt.

## Obsazení
- Andy Samberg jako detektiv Jake Peralta
- Stephanie Beatriz jako detektiv Rosa Diazová
- Terry Crews jako seržant Terry Jeffords
- Melissa Fumero jako detektiv Amy Santiagová
- Joe Lo Truglio jako detektiv Charles Boyle
- Chelsea Peretti jako Gina Linettiová (1.–6. řada hlavní, jako host v 8. řadě)[pozn. 1]
- Andre Braugher jako kapitán Raymond Holt
- Dirk Blocker jako detektiv Michael Hitchcock (1. řada vedlejší, 6.–8. řada hlavní, jako host v 2.–5. řadě)
- Joel McKinnon Miller jako detektiv Norm Scully (1. řada vedlejší, 6.–8. řada hlavní, jako host v 2.–5. řadě)

## Seznam dílů
| Řada | Díly | Premiéra v USA | Premiéra v USA  | Premiéra v ČR  | Premiéra v ČR   |
| Řada | Díly | První díl      | Poslední díl    | První díl      | Poslední díl    |
| ---- | ---- | -------------- | --------------- | -------------- | --------------- |
| 1    | 22   | 17. září 2013  | 25. března 2014 | 18. dubna 2017 | 27. června 2017 |
| 2    | 23   | 28. září 2014  | 17. května 2015 | 31. října 2017 | 27. března 2018 |
| 3    | 23   | 27. září 2015  | 19. dubna 2016  | 3. dubna 2018  | 21. června 2018 |
| 4    | 22   | 20. září 2016  | 23. května 2017 | 26. září 2018  | 25. října 2018  |
| 5    | 22   | 26. září 2017  | 20. května 2018 | 4. března 2019 | 2. dubna 2019   |
| 6    | 18   | 10. ledna 2019 | 16. května 2019 | 15. ledna 2020 | 7. února 2020   |
| 7    | 13   | 6. února 2020  | 23. dubna 2020  | bude oznámeno  | bude oznámeno   |
| 8    | 10   | 12. srpna 2021 | 16. září 2021   | bude oznámeno  | bude oznámeno   |

## Produkce

### Vývoj

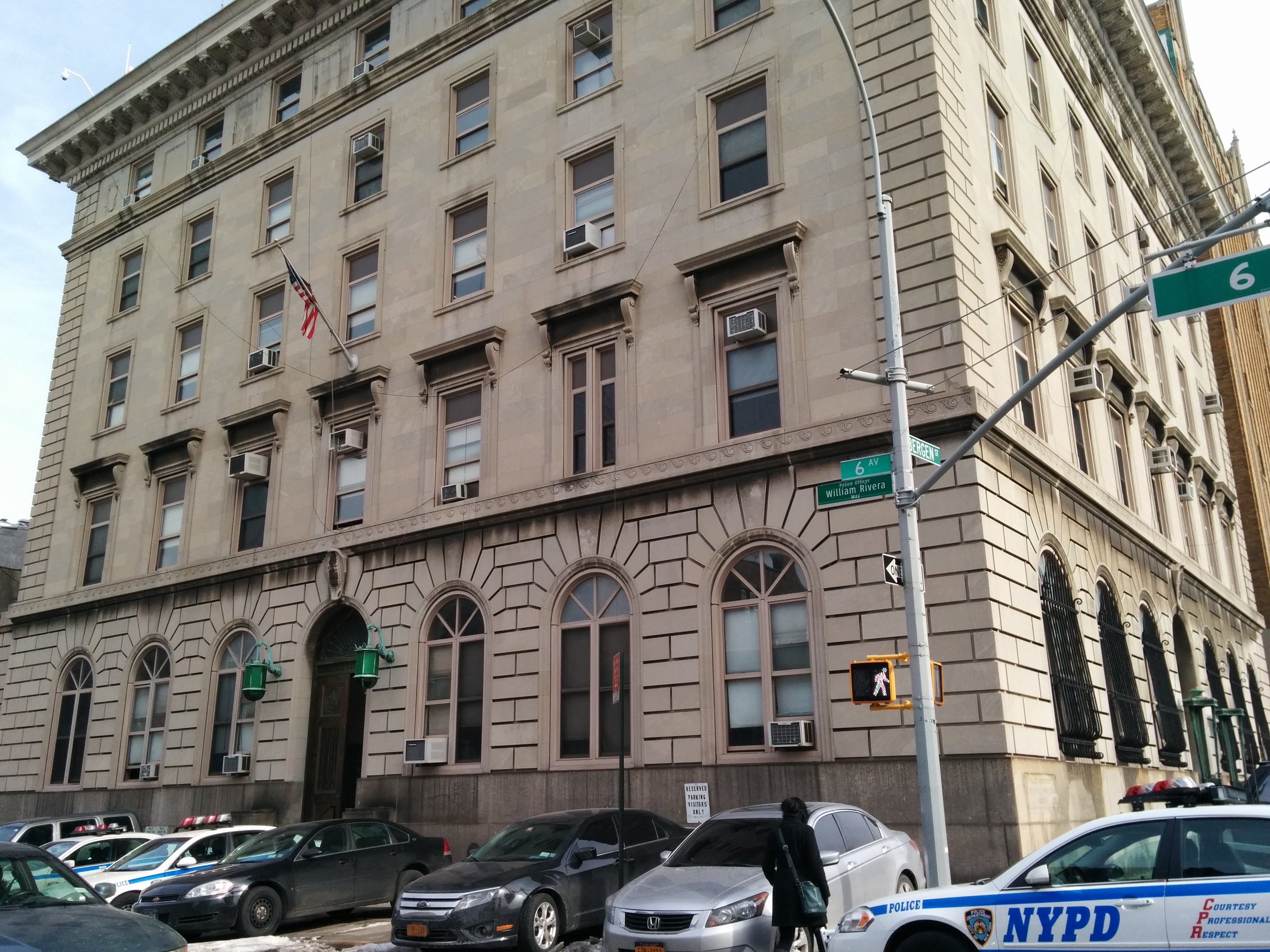
Budova 78. okrsku newyorské policie v Brooklynu. Pohled na její exteriér je používán v úvodu seriálu.

Scenáristy a producenty Michaela Schura a Dana Goora, kteří se znali od studia na Harvardově univerzitě a pracovali spolu na sitcomu Parks and Recreation, napadlo vytvořit komediální seriál z prostředí policejní stanice. Připadalo jim, že se takové téma neobjevovalo v komediálních seriálech dostatečně, naposledy v době sitcomu Barney Miller. Představili tak svůj návrh produkční společnosti Universal Television, se kterou měl Schur uzavřenou smlouvu. Přestože se Universal zavázalo seriál produkovat, stanice NBC se jej rozhodla nevysílat a tak tvůrci prodali práva stanici Fox.
V květnu 2013 stanice Fox objednala 13dílný komediální seriál natočený ve formátu single-camera. V říjnu téhož roku byla objednána celá řada seriálu čítající 22 epizod. Později bylo odhaleno, že bude vysílán společně se sitcomem Nová holka v hodinovém komediálním speciálu v rámci tzv. lead-out programů na Super Bowlu. Seriál se natáčel ve studiích CBS Studio Center ve čtvrti Studio City v Los Angeles. Exteriér fiktivní budovy 99. policejního okrsku je ve skutečnosti budovou 78. policejního okrsku nacházejícím se v Brooklynu.

### Zrušení a obnovení
Dne 10. května 2018 byl seriál po pěti odvysílaných řadách stanicí Fox zrušen. Krátce nato začala jednání o obnovení seriálu pro šestou řadu, a to se stanicemi TBS a NBC a streamovacími službami Hulu a Netflix. Poté, co fanouškové spustili na sociálních sítích kampaň pro obnovení seriálu, oznámil jeho tvůrce Goor, že stanice NBC objednala 13dílnou šestou řadou. Předseda společnosti NBC Entertainment Robert Greenblatt vyjádřil lítost nad tím, že seriál původně předali Foxu a že je „nadšený“ jeho přidáním do nabídky stanice. Stanice NBC oznámila, že seriál bude mít premiéru v průběhu televizní sezóny 2018–2019. V září objednala dodatečných pět epizod, dohromady tak šestou řadu tvoří 18 dílů. Ta měla na NBC premiéru 10. ledna 2019. Herečka Peretti, která v seriálu ztvárnila Ginu Linettiovou, odešla v průběhy řady, ale vrátila se v ní jako host.
V únoru 2019 stanice NBC objednala sedmou řadu a v listopadu řadu osmou. Sedmá řada byla premiérově vysílána od 6. února do 23. dubna 2020.
V únoru 2021 bylo NBC oznámeno, že 10dílná osmá řada bude závěrečnou řadou seriálu. Její premiéra byla posunuta na 12. srpna 2021 a byla vysílána až do 16. září 2021, a to po dvou dílech po dobu pěti týdnu.

### Scénář
V červnu 2020 herec Crews řekl, že se směřování osmé řady kvůli smrti George Floyda změní; Goor dodal, že se v důsledku toho museli zrušit čtyři připravené díly. Samberg také uvedl, že se řada pokusí dosáhnout rovnováhy mezi řešením policejní brutality a zachováním komediálních prvků. Do jejího příběhu bylo mimo jiné začleněno téma pandemie covidu-19. Přestože osmá řada měla mít premiéru na podzim 2020, byla kvůli pandemii přesunuta na rok 2021.